# Monkey Tail
Der Monkey Tail (Monkey Tail Branch, dt.: „Affenschwanz“) ist ein Fluss im Cayo District von Belize. Er ist ca. 41 Kilometer lang und mündet in den Raspaculo.

## Verlauf
Der Fluss entspringt an der Grenze der Distrikte Cayo und Toledo im gleichen Einzugsgebiet wie die Flüsse Trio Branch, Mare’s Nest Branch und Río Chiquibul. Von dort fließt er nach Nordwesten. In der Nähe der Forschungsstation Las Cuevas wendet er sich nach Nordosten. Dann mündet er in den Raspaculo, welcher selbst über Macal River und Belize River in das Karibische Meer entwässert.
Es gibt am Fluss keine Besiedlung, er verläuft komplett durch Primärwald. Das Gebiet gehört zu den Schutzgebieten Chiquibul-Nationalpark und Chiquibul Forest Reserve. Die Station Las Cuevas liegt vier Kilometer vom Fluss entfernt, der nächste Ort ist mehr als 20 Kilometer entfernt.